# ZeroZeroZero (album)
ZeroZeroZero (A Mogwai Soundtrack) – ścieżka dźwiękowa skomponowana przez szkocki zespół Mogwai do włoskiego serialu telewizyjnego pod tym samym tytułem, opartego na powieści Zero zero zero. Jak kokaina rządzi światem włoskiego pisarza Roberta Saviana. Został udostępniony przez zespół w dniach 1–8 maja 2020 roku w serwisie Bandcamp jako digital download na zasadzie „pay-what-you-can” („zapłać ile możesz”). Połowa dochodu z tej sprzedaży została przekazana na rzecz organizacji charytatywnych Help Musicians i NHS jako pomoc w ramach zwalczania skutków COVID-19.

## Historia albumu
Ścieżka dźwiękowa ZeroZeroZero została skomponowana przez Mogwai do ośmioodcinkowego włoskiego serialu pod tym samym tytułem, opartego na książce Roberta Saviana, Zero zero zero. Jak kokaina rządzi światem, traktującej o międzynarodowym handlu narkotykami, prowadzonym przez włoski zorganizowany syndykat przestępczy ’Ndrangheta, wywodzący się z Kalabrii.
Album ze ścieżką został wydany 1 maja 2020 roku przez zespół nakładem własnym za pośrednictwem serwisu Bandcamp jako digital download na zasadzie „pay-what-you-can” przez tydzień. Połowa dochodu ze sprzedaży została przekazana na rzecz organizacji charytatywnych Help Musicians i NHS. 8 maja album został udostępniony w formie cyfrowej we wszystkich innych sklepach detalicznych. Pomoc dla organizacji charytatywnych miała związek z działaniami na rzecz zwalczania skutków COVID-19.
W wywiadzie dla prasy Stuart Braithwaite powiedział:

Większość naszego 2019 roku spędziliśmy na komponowaniu ZeroZeroZero i jesteśmy naprawdę szczęśliwi, że ludzie mogą usłyszeć album ze ścieżką dźwiękową. To był świetny projekt, w który byliśmy zaangażowani i jesteśmy naprawdę zadowoleni z tego, jak wypadł zarówno spektakl, jak i muzyka.

12 czerwca 2021 roku album został wydany jako podwójny LP, a 26 listopada 2021 roku – jako CD.

## Lista utworów

### Digital download i CD
Lista na podstawie Discogs:
| 1.  | Visit Me                            | 2:40    |
|     |                                     |         |
| 2.  | I'm Not Going When I Don't Get Back | 2:27    |
|     |                                     |         |
| 3.  | Telt                                | 1:54    |
|     |                                     |         |
| 4.  | Chicken Guns                        | 4:48    |
|     |                                     |         |
| 5.  | Nose Pints                          | 2:04    |
|     |                                     |         |
| 6.  | Fears Of Metal                      | 2:37    |
|     |                                     |         |
| 7.  | Space Annual                        | 1:21    |
|     |                                     |         |
| 8.  | Invisible Frequencies               | 2:53    |
|     |                                     |         |
| 9.  | Moon In Reverse                     | 4:01    |
|     |                                     |         |
| 10. | Don't Make Me Go Out On My Own      | 3:15    |
|     |                                     |         |
| 11. | Lesser Glasgow                      | 4:18    |
|     |                                     |         |
| 12. | Frog Marching                       | 4:03    |
|     |                                     |         |
| 13. | El Dante                            | 3:48    |
|     |                                     |         |
| 14. | Major Treat                         | 2:15    |
|     |                                     |         |
| 15. | Rivers Wanted                       | 4:11    |
|     |                                     |         |
| 16. | Summon The Sacred Beast             | 3:22    |
|     |                                     |         |
| 17. | Modern Trolls                       | 3:51    |
|     |                                     |         |
| 18. | The Winter's Not Forever            | 3:47    |
|     |                                     |         |
| 19. | He Loved Trees                      | 2:18    |
|     |                                     |         |
| 20. | Witches Of Alignment                | 3:57    |
|     |                                     |         |
| 21. | The Wife Was Touched                | 4:53    |
|     |                                     |         |
|     |                                     | 1:08:43 |
|     |                                     |         |

### Podwójny LP
Lista na podstawie Discogs
A:
| 1. | Visit Me                            | 2:40  |
|    |                                     |       |
| 2. | I'm Not Going When I Don't Get Back | 2:27  |
|    |                                     |       |
| 3. | Telt                                | 1:54  |
|    |                                     |       |
| 4. | Chicken Guns                        | 4:48  |
|    |                                     |       |
| 5. | Nose Pints                          | 2:04  |
|    |                                     |       |
| 6. | Fears Of Metal                      | 2:37  |
|    |                                     |       |
|    |                                     | 16:30 |
|    |                                     |       |
B:
| 1. | Space Annual                   | 1:21  |
|    |                                |       |
| 2. | Invisible Frequencies          | 2:53  |
|    |                                |       |
| 3. | Moon In Reverse                | 4:01  |
|    |                                |       |
| 4. | Don't Make Me Go Out On My Own | 3:15  |
|    |                                |       |
| 5. | Lesser Glasgow                 | 4:18  |
|    |                                |       |
|    |                                | 15:48 |
|    |                                |       |
C:
| 1. | Frog Marching           | 4:03  |
|    |                         |       |
| 2. | El Dante                | 3:48  |
|    |                         |       |
| 3. | Major Treat             | 2:15  |
|    |                         |       |
| 4. | Rivers Wanted           | 4:11  |
|    |                         |       |
| 5. | Summon The Sacred Beast | 3:22  |
|    |                         |       |
|    |                         | 17:39 |
|    |                         |       |
D:
| 1. | Modern Trolls            | 3:51  |
|    |                          |       |
| 2. | The Winter's Not Forever | 3:47  |
|    |                          |       |
| 3. | He Loved Trees           | 2:18  |
|    |                          |       |
| 4. | Witches Of Alignment     | 3:57  |
|    |                          |       |
| 5. | The Wife Was Touched     | 4:53  |
|    |                          |       |
|    |                          | 18:46 |
|    |                          |       |
Album w wersji winylowej został wydany w ograniczonym nakładzie (6 tysięcy egzemplarzy) z płytami w kolorze białym, z przeznaczeniem na Record Store Day 2021 (rozpoczynający się 12 czerwca).

## Odbiór

### Opinie krytyków
| Oceny łączne      | Oceny łączne |
| Publikacja        | Ocena        |
| ----------------- | ------------ |
| Album of the Year | 80/100       |
| Recenzje          |              |
| Publikacja        | Ocena        |
| Clash             | 8/10         |
| Prog Archives     | [ 9 ]        |
| RYM               | 3.15/5       |
| Sputnikmusic      | 3.9/5        |

Album otrzymał średnią ocenę 80 na 100 na podstawie 3 recenzji krytycznych w podsumowaniu Album of the Year.
Według Cerys Kenneally z magazynu The Line of Best Fit „Mogwai wydali niespodziewanie swoją nową ścieżkę dźwiękową ZeroZeroZero, aby zebrać pieniądze dla Help Musicians i organizacji charytatywnych NHS na zasadzie pay-what-you-can poprzez Bandcamp”.
Podobnie twierdzi Evan Minsker z magazynu Pitchfork: „ich ścieżka dźwiękowa do najnowszego programu telewizyjnego pomoże muzykom i pracownikom służby zdrowia”.
„Ścieżka dźwiękowa oddaje nastrój spektaklu: czasem podnoszący na duchu, ale często mroczny, z momentami strachu, smutku i udręki. Wszystko to składa się na kolejną piękną ścieżkę dźwiękową szkockiego zespołu” – uważa Ryan Middleton z Magnetic Magazine. 
„W ciągu 21 utworów, z których większość mieści się w przedziale trzech lub czterech minut, a żaden nie przekracza pięciu, zespół zręcznie eksploruje spektrum swojej dźwiękowej palety. 'I'm Not Going When I Don't Get Back' i humorystycznie zatytułowany 'Nose Pints', zagłębiają się w industrialne terytorium, ze złowrogimi liniami syntezatorów, przywodzącymi na myśl kolegów z alternatywnej sceny, (…) Nine Inch Nails. 'Lesser Glasgow' przywołuje na myśl elektroniczne drony Fuck Buttons, podczas gdy w 'Rivers Wanted' zespół wciela się w Johna Carpentera i przechodzi do pełnego horroru lat 80.” – ocenia David Weaver z magazynu Clash.

### Listy tygodniowe
| Kraj    | Lista                 | Pozycja |
| ------- | --------------------- | ------- |
| Szkocja | Scottish Albums Chart | 97      |